# Teoria delle classi politiche
Gaetano Mosca, professore di diritto pubblico, studioso di scienza politica e senatore del Regno d'Italia, fu il caposcuola di quella teoria filosofica che da lui è stata denominata dottrina della classe politica (dixit), che nel XX secolo ha conosciuto ampia fortuna nell'ambito delle dottrine elitistiche.

## Descrizione
In accordo con tali teorie, Mosca sostiene che, indipendentemente dalla forma istituzionale (es: monarchia, aristocrazia, democrazia, etc), il potere è sempre in mano a una minoranza, in rapporto osmotico con altre minoranze che aspirano ad esso.
Ma per Mosca questa lotta per il potere politico non avviene tra più gruppi diversi per pensiero o per censo, ma tra due tipologie così individuabili:
- quella che detiene il potere che Mosca chiama "materiale" (ovvero la "classe burocratica"), che si identifica con il potere coercitivo;
- quella che detiene il potere "intellettuale", che controlla il consenso.

Chi detiene il potere "intellettuale" aspirerebbe ad ottenere quello "materiale".
A sua volta, chi detiene il potere "materiale" necessita giustificarlo "mercé il sussidio di qualcuna almeno delle forze intellettuali o morali", e quindi mediante compromessi e concessioni al gruppo "intellettuale".
L'insieme di questi due gruppi viene da lui definita come "classe politica".
In base a questa definizione, in ogni sistema politico sarebbe possibile individuare:
- Una "classe politica", come sopra descritta. Mosca la definisce come "l'insieme delle gerarchie che materialmente e moralmente dirigono una società".[2]
- Una "formula politica". Mosca la definisce come "la dottrina o le credenze che danno una base morale al potere dei dirigenti".[2]

La regola fondamentale proposta dalla "Teoria della classi politiche" di Mosca è che alla modifica della "formula politica" consegue una modifica dell'organizzazione della classe politica.
In altre parole, qualunque sistema politico si basa su di un consenso di fondo. Quando questo decade, ne consegue prima di tutto una  modifica della "formula politica", atta ad un nuovo consenso. Parallelamente, avverranno adeguamenti sia nella composizione dei gruppi intellettuali e burocratici che formano la classe politica, sia nella sua forma organizzativa.
Detta in modo sintetico, condizione necessaria e sufficiente per l'evoluzione delle istituzioni politiche è l'evoluzione culturale.
Da questa regola consegue anche una modalità interpretativa della Storia. Dice Mosca "È impossibile studiare la storia delle dottrine politiche senza studiare contemporaneamente quella delle istituzioni politiche".